# Cylichneulia
Cylichneulia är ett släkte av fjärilar. Cylichneulia ingår i familjen vecklare.
Kladogram enligt Catalogue of Life:
| Cylichneulia | \| \| Cylichneulia cylichna \| \| \| \| \| \| Cylichneulia telesocia \| \| \| \| |
|              | \| \| Cylichneulia cylichna \| \| \| \| \| \| Cylichneulia telesocia \| \| \| \| |
|              | Cylichneulia cylichna                                                            |
|              |                                                                                  |
|              | Cylichneulia telesocia                                                           |
|              |                                                                                  |